# أسطورة أرسلان (أنمي)
أسطورة أرسلان (بالإنجليزية: The Heroic Legend of Arslan)‏ (باليابانية: Arslan Senki، بالروماجي: アルスラーン戦記) هي رواية فانتازيا بطولية يابانية كُتبت من قِبل الروائي الياباني تاناكا يوشيكي (باليابانية: Tanaka Yoshiki,، بالروماجي: 田中 芳樹) منذ عام 1986 وحتي عام 2008 على شكل 15 رواية، مقتبساً القصة من الفانتازيا الفارسية والتي تعرف باسم أسطورة أرسلان (بالفارسية: امیر ارسلان نامدار).
اقتبست الرواية المكتوبة من قبل الروائي تاناكا يوشيكي بعد اكتسابها لشعبية كبيرة، مما أدى لتحويل الرواية إلى مانغا من قِبل تشيساتو ناكامورا ونُشرت بواسطة شركة النشر اليابانية كادوكاوا شوتين. فتم إنتاج 13 مجلد في الفترة ما بين نوفمبر 1991 إلى سبتمبر 1996. وفي نفس الوقت حصلت القصة على أنيمي من 6 حلقات تم عرضها في الفترة ما بين 17 أغسطس 1991 ولغاية 21 سبتمبر 1995، وهي من رسم كل ميهورو ياماغوشي و مامارو هاماتسو ومن إنتاج ستوديو أنيميت فيلم واستديو جاي سي ستاف للإنتاج الأنمي الياباني. بعدها تم تحويل القصة إلى 4 إصدارات اوفا في عام 1995، تلاها فلمين أنيمي.
في يوليو من عام 2013 قانت المانغاكا هيرومو اراكاوا بإعادة إحياء الحكاية، بعدما قامت بكتابة ورسم مانغا اسطورة ارسلان باسلوبها الخاص مستعينة بالنص الأصلي. وبدأ بالفعل في نشر المانغا بشكل أسبوعي منذ 9 يوليو 2013 من خلال نشر الرسوم في بيساتسو شونن مجلة مانغا شهرية والتي تنشر من قبل دار النشر اليابانية كودانشا، وقد حصلت لغاية يومنا هذا على 6 أجزاء. حققت المانغا الثانية نجاحاً باهراً، وتم الإعلان في 2 نوفمبر 2014 عن إنتاج سلسلة أنمي مقتبسة من مانغا هيرومو اراكاوا، وقد تم عرض الجزء الأول من سلسلة الانمي وقد احتوت 22 حلقة، خلال الفترة ما بين 5 أبريل 2015 إلي 27 سبتمبر 2015 بواسطة ماينيتشي برادكاستنغ سيستم. وفي 3 يوليو 2016 بدأ الاستيديو بعرض الجزء الثاني من السلسلة.

## أصل القصة
أسطورة الأمير أرسلان هي أسطورة فارسية شعبية وتعبر من الفلكلور الفارسي، وقد روى القصة الحكواتي محمد علي النقيب المملوكي رويت لناصر الدين القاجاري شاه قاجار، ملك إيران من الأسرة القاجارية امتدت فترة حكمه لما يقارب الخمسين عاما من 17 سبتمبر 1848 حتى اغتياله في 1 مايو 1896. وعلى الرغم من أن الحكواتي محمد علي النقيب المملوكي لم يكتب القصة بنفسه، إلا أن ابن الشاه ناصر الدين القاجاري، والذي أحب الحكاية، في نهاية المطاف اكمل القصة وحافظ عليها من اجل التاريخ.
وهي ملحمة تحكي مغامرات أرسلان بطل الرواية. وتبدأ القصة مع السدة بانو الحاكمة لمدينة الروم (والتي تعرف أيضاً باسم القسطنطينية أو اسطنبول)، وقد غزا الأوروبيين مدينتها، مما اجبرت السيدة بانو الحامل على الفرار للحفاظ على حياتها. وقالت انها أصبحت متزوجة من تاجر مصري وولدت طفلها الذي اسمته أرسلان. ادعى التاجر المصري أبوة الطفل أرسلان باعتباره ملكاً خلفه. في نهاية المطاف وبطبيعة الحال، تعلم أرسلان من أصوله الملكية وبدأ يفكر في كيفية استعادة عرشه، بعدما قامت المملكة المجاورة بالإستيلاء على ممكلته وقتل أبوه الملك.

## الشخصيات
ارسلان
داريون
نارسوس
جيف
هيلمس
كاشورد

## الإصدارات

### الأوفا
صدر للانمي اوفتين احداهما تحكي عن ارسلان ورفاقه عندما كان عند ملك شيندرا "راجندرا والاخرى عندما كان في ترحاله مع رفاقه .

### الأنمي
صدر للانمي جزئين الجزء الأول مكون من 25 حلقة والجزء الثاني مكون من 8 حلقات فقط.

## الملاحظات والمراجع
ملاحظات
1. ↑   تُنطق أرسلان سنكيه أي أسطورة أرسلان.
2. ↑  بداية أنتج الفيلم على شكل فيلمين وأربعة إصدارات من الأوفا. تم جمع الأحدث مجتمعة وعرضت على شكل مسلسل أنيمي بأربع حلقات في إصدار واحد (حلقتين ذو 30 دقيقة، وحلقتين ذو ساعة كاملة) وست حلقات (ذو 30 دقيقة) في بلد آخر.

مراجع
1. ↑  "The Heroic Legend of Arslan". فنميشن. مؤرشف من الأصل في 2019-06-03. اطلع عليه بتاريخ 2017-06-28.
2. ↑  "アルスラーン戦記 (11)" (باليابانية). كودانشا. Archived from the original on 2019-06-27. Retrieved 2019-06-28.
3. ↑  "Bento Bako Weekly: The Heroic Legend of Arslan volume 1". ComicAttack. مؤرشف من الأصل في 2016-03-04.
4. ↑  "The Heroic Legend of Arslan". Anime News Network. مؤرشف من الأصل في 2019-04-01.
5. ↑  Abbas Amanat. Pivot of the universe: Nasir al-Din Shah Qajar and the Iranian Monarchy, p. 204-218. نسخة محفوظة 15 مايو 2016 على موقع واي باك مشين.

## وصلات خارجية
لم يتم العثور على روابط لمواقع التواصل الاجتماعي.